# حمام مجعد
الحمام المجعد أو الحمام الكيرلي ومن أسمائه الحمام المفتل أو البيرمن أو الغجرى أو فريل باك (Frillback) هي سلالة من الحمام تم إنتاجها بعد سنوات عديدة من خلال التربية الانتقائية.
يعتبر الحمام الكيرلي ، جنبًا إلى جنب مع سلالات الحمام المنزلية الأخرى، نسلًا من الحمام الجبلي (Columba livia).
تشتهر هذه السلالة بالتجعيد أو بوجود تموجات على ريش درع الجناح، كما يكون التجعيد موجودًا أيضًا في نهايات ريش القدم.

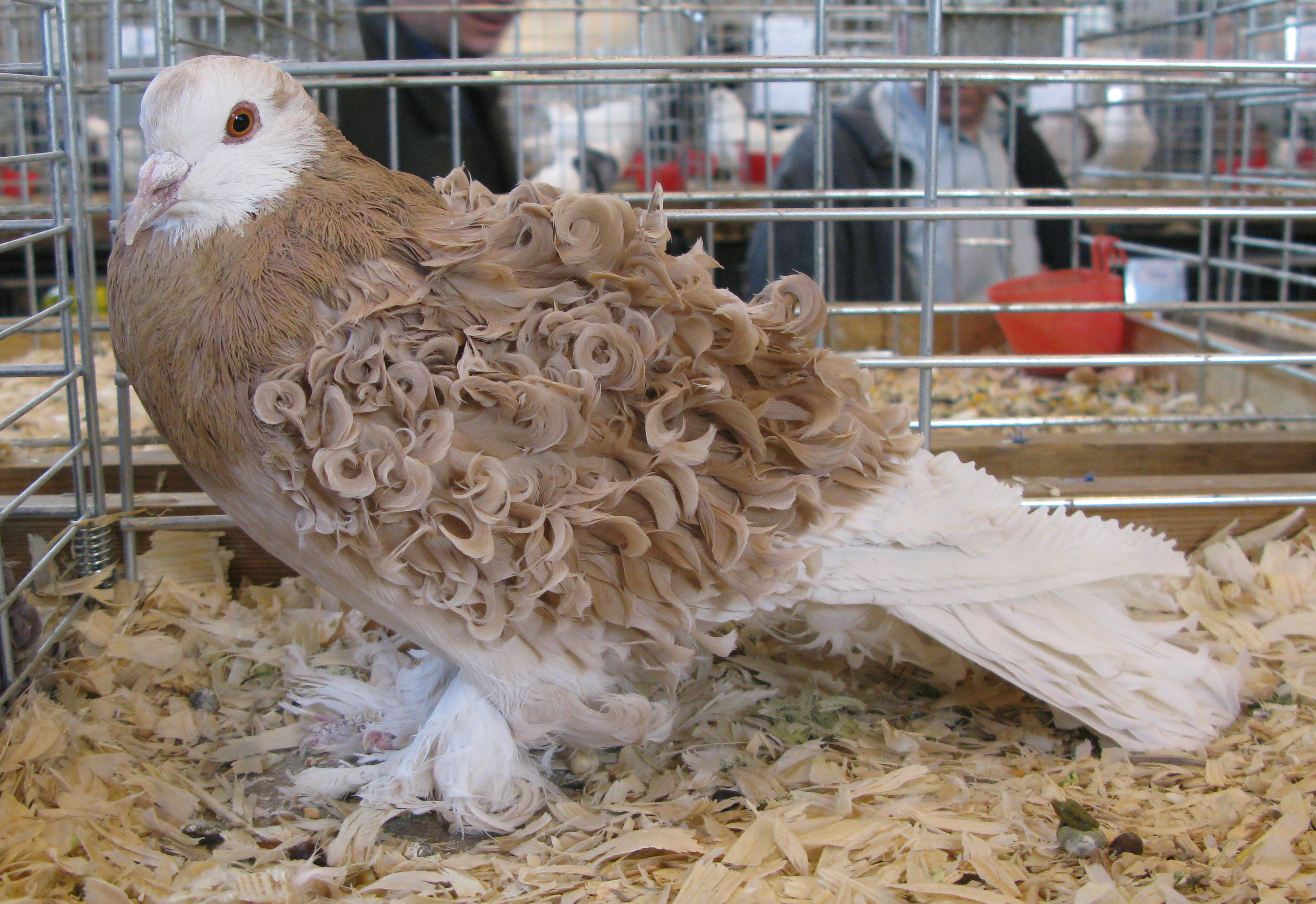
حمامة مجعدة صفراء.

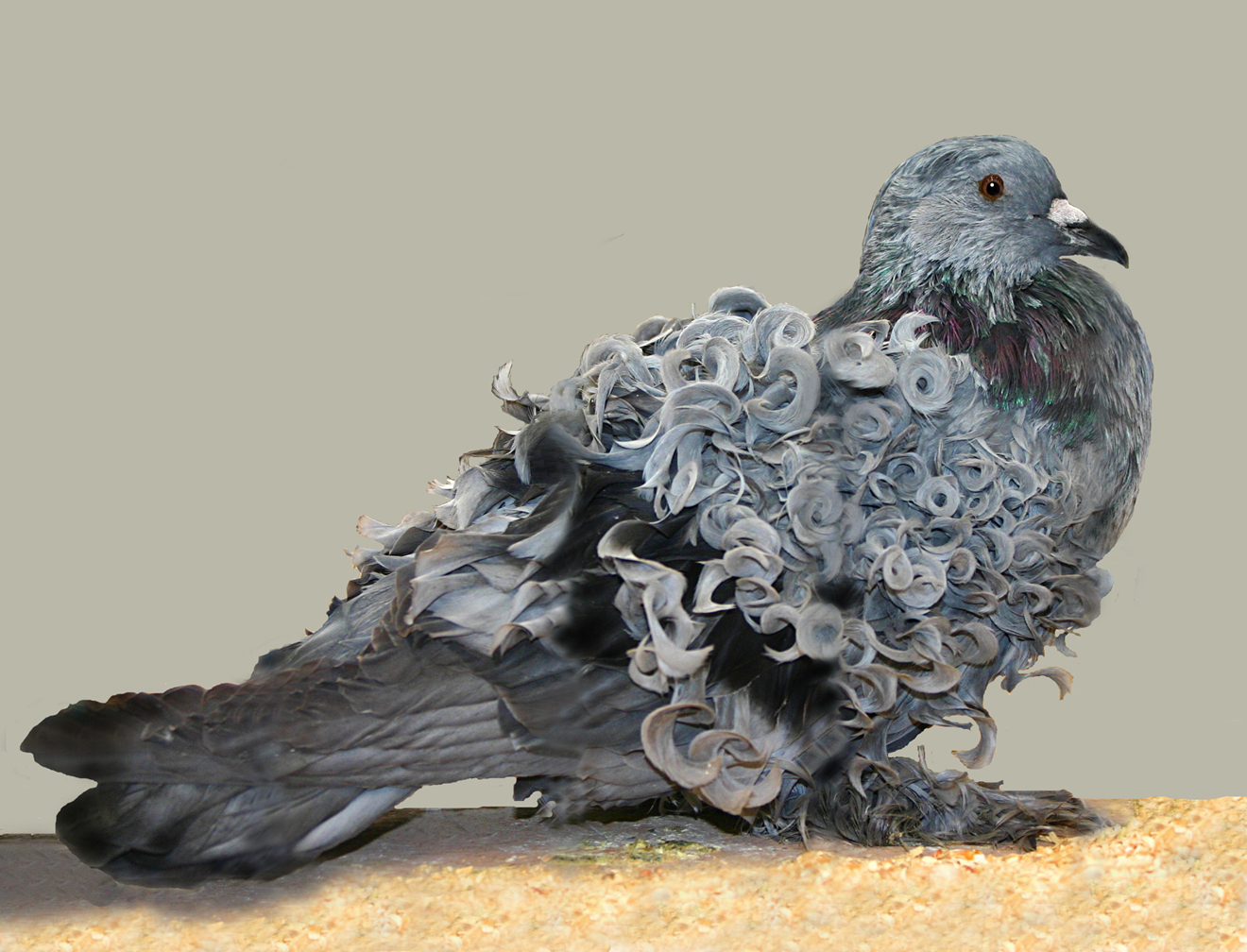
حمامة مجعدة ذات الشريط الأزرق

ويعد الحمام المجعد من أغرب وأجمل وأروع سلالات الحمام من حيث الشكل والألوان وأغرب أنواع حمام الزينة علي الإطلاق فالمعروف عن ريش الحمام أنه مفرود لكن الغريب أن ريش الحمام الكيرلي هو فعلاً " كيرلي " أي مجعد أو مفتل أو مبروم، ويشمل الجناحين بالكامل ويشكل حلقات مع بعضه.
وتعود أصول الحمام الكيرلي لأسيا الصغرى أو الشرق الأوسط حيث اختلفوا في موطنها الأصلي ولم يُعرف لها بلد بالخصوص، لكن الحمام الكيرلي عرف لأول مرة في القرن الثامن عشر، حيث عُرفت في إنجلترا عام 1765، أمريكا 1920، وفرنسا ،1922 ثم بلجيكا وهولاندا وألمانيا والنمسا.
وقد أقيمت لها معارض لألوانها المميزة وجمالها في ألمانيا، والنمسا. وهي حالياً مشهورة ومعروفة في أوروبا بشكل عام.
وهي تعتبر حمامة متوسطة الحجم يصل وزنه من 13 إلى 14 أونصة تقريباً، لكنها تظهر أكبر حجماً بسبب ريشها اللولبي المجعد، مع طول في ريش الأجنحة، وهي حمامة قوية ومظهرها ناعم وجميل وريشها فضفاض وصدرها واسع، وهو ما يجعلها مختلفة عن باقي أنواع الحمام الأخرى.
وتأتي لون عين هذا الطائر في عدة ألوان منها البرتقالي ،الأسود ، والأبيض ، ويختلف لون المنقار ما بين الأبيض أو الأسود أو الغامق بتدرج لوني.
وقد يكون لون الحمامة موحد بالكامل أو يكون لونها مغاير للون الأجنحة، ويوجد منها ألوان عدة منها الأبيض ، الأسود، البنى،الأصفر، والرمادي.
وفيما يتعلق بالتكاثر والتفريخ لهذا الطائر، فإنه يتميز بالخصوبة الجيدة وغزارة إنتاج البيض ولديه قدرة فائقة في الحفاظ على صغاره في فترة حضانة البيض.